# Radostyán
Radostyán é um município da Hungria, situado no condado de Borsod-Abaúj-Zemplén. Tem 8,1 km² de área e sua população em 2015 foi estimada em 601 habitantes.